# Oppidum du château Meignan
L'oppidum du château Meignan est un ancien habitat fortifié dont il reste quelques vestiges, situé à Saint-Jean-sur-Mayenne, en France.

## Situation
L'oppidum est situé dans le département français de la Mayenne, à 1,4 km au nord du bourg de Saint-Jean-sur-Mayenne, dominant la vallée de la Mayenne.

## Historique
La portion de l'oppidum au lieu-dit le Bois Testards, sur la parcelle cadastrée A 433, fait l’objet d’un classement au titre des monuments historiques par arrêté du 3 décembre 1984. Les portions aux lieux-dits le Bois, la Hyaule, le Champ de la Hyaule, les Vallées, le Champ du Château et le Bois Testards sont inscrites par arrêté de la même date.